# Borki Drużbińskie
Borki Drużbińskie [pronunciación en polaco: /ˈbɔrki druʐˈbiɲskʲɛ/] es un pueblo ubicado en el distrito administrativo de Gmina Pęczniew, dentro del Distrito de Poddębice, Voivodato de Łódź, en Polonia central. Se encuentra aproximadamente a 8 kilómetros al noreste de Pęczniew, a 12 kilómetros al suroeste de Poddębice, y a 46 kilómetros al oeste de la capital regional Łódź.